# Singoli al numero uno nella Billboard Hot 100 nel 2009

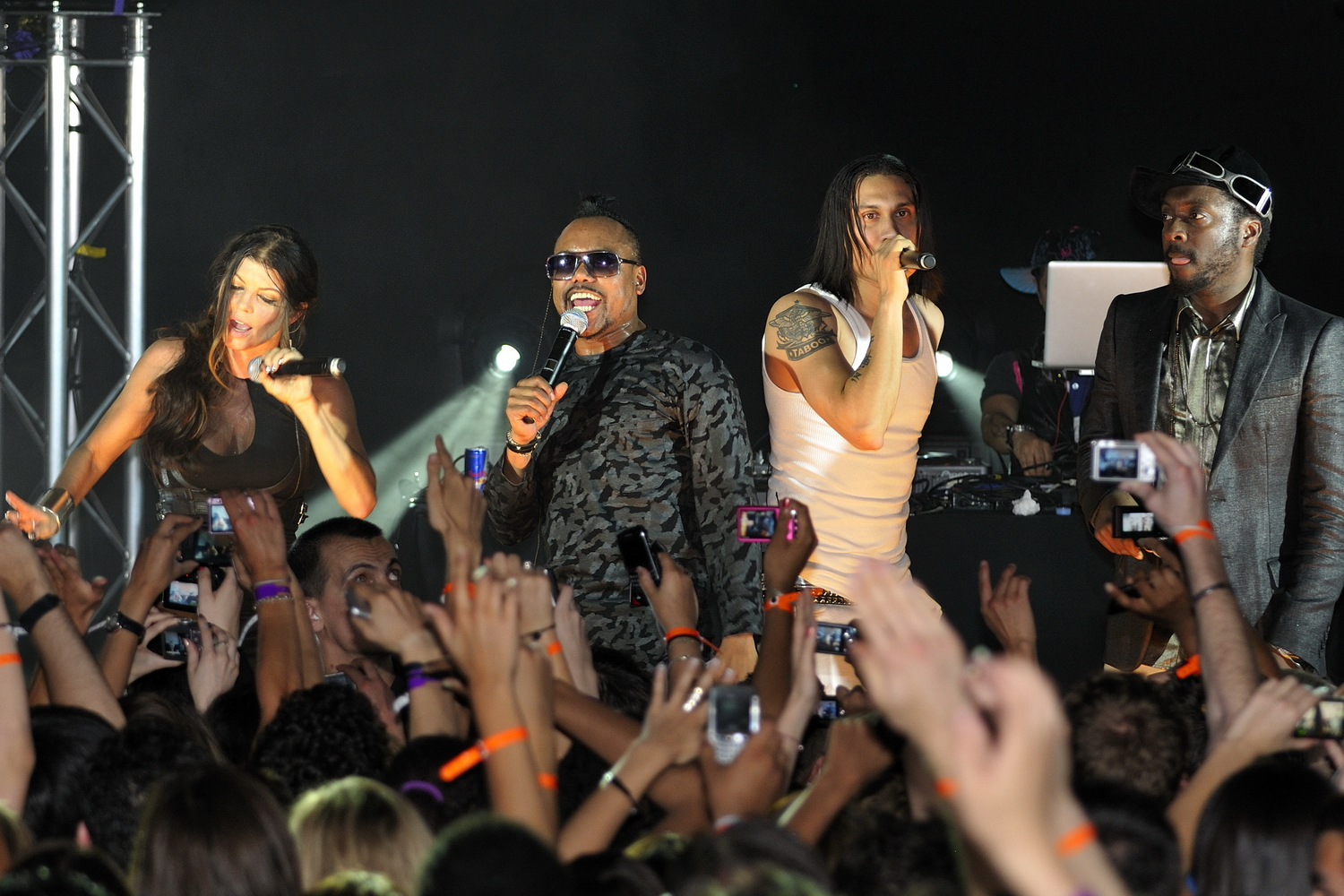
I Black Eyed Peas, grazie ai singoli Boom Boom Pow e I Gotta Feeling, sono rimasti in vetta per un totale record di 26 settimane consecutive.

Di seguito è proposta la lista dei singoli al numero uno nella Billboard Hot 100 nel 2009.
La Billboard Hot 100 è una classifica dei singoli più venduti negli Stati Uniti d'America redatta dal magazine Billboard e stilata sulla base dei dati di vendita calcolati non solo sugli album venduti "fisicamente", ma anche sulle vendite digitali e sui passaggi in radio. 
Nel 2009 sono stati dodici i brani capaci di arrivare alla prima posizione di questa classifica, ai quali si aggiunge Single Ladies (Put a Ring on It) di Beyoncé che aveva raggiunto la già alla fine del 2008.
Sei artisti hanno raggiunto per la prima volta nella loro carriera la prima posizione di questa classifica sia come artista principale che come ospite: Lady Gaga, Colby O'Donis, The Black Eyed Peas, Jay Sean, Jason Derulo e gli Owl City.
Jay-Z ha ottenuto la prima posizione per la prima volta come artista principale con la canzone Empire State of Mind cantata insieme ad Alicia Keys, dopo averla conquistata con tre brani in cui figurava solo come ospite.
Lady Gaga e i Black Eyed Peas sono gli unici due artisti ad aver portato al primo posto due diversi brani..
Il cantante inglese Jay Sean è stato l'unico artista non statunitense a raggiungere la vetta della Billboard Hot 100 nel 2009.

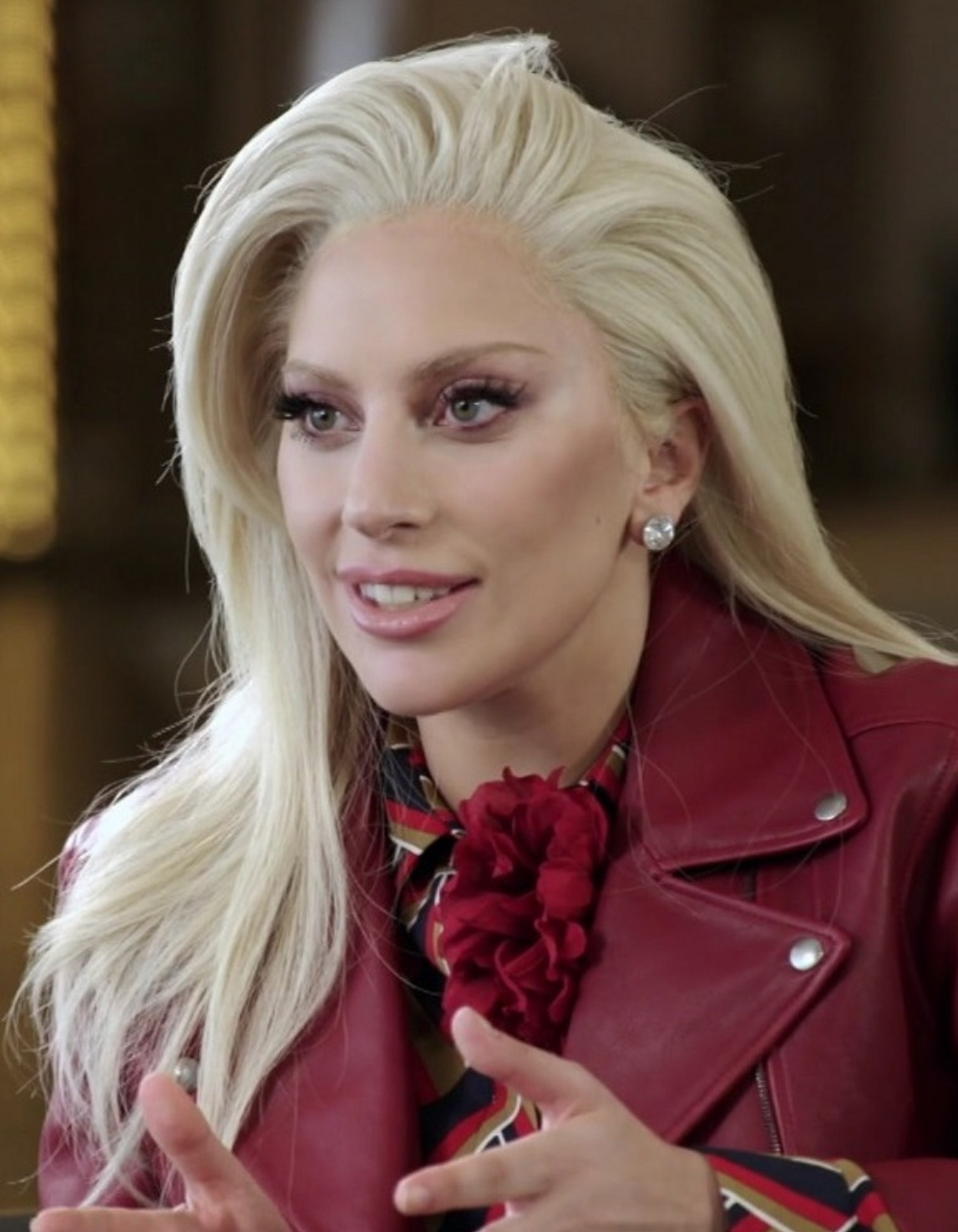
Lady Gaga, con Just Dance e Poker Face, è diventata la prima artista in nove anni (sin da Christina Aguilera) i cui primi due singoli della carriera hanno raggiunto la vetta della Hot 100

I Black Eyed Peas hanno infranto il record per il maggior numero di settimane consecutive spese alla prima posizione, 26 settimane, ottenute grazie a I Gotta Feeling e Boom Boom Pow, i quali hanno regnato rispettivamente per 14 e 12 settimane consecutive. I singoli hanno battuto i record di download digitali vendendo in totale 14 168 000 copie. I Gotta Feeling, è diventata la più lunga numero uno del 2009 nonché anche del decennio 2000-2009, condividendo il record con We Belong Together di Mariah Carey.
Tra gli altri risultati ottenuti durante l'anno, 3, della cantante statunitense  Britney Spears, è stata l'unica canzone non uscita dal contest American Idol ad aver debuttato alla prima posizione durante gli anni 2000. My Life Would Suck Without You, della cantante Kelly Clarkson, ha infranto il record per il maggior numero di posizioni scalate per raggiungere la prima posizione, infrangendo il precedente record di Womanizer di Britney Spears e salendo di 96 posizioni dalla 97 alla 1.

## Hot 100

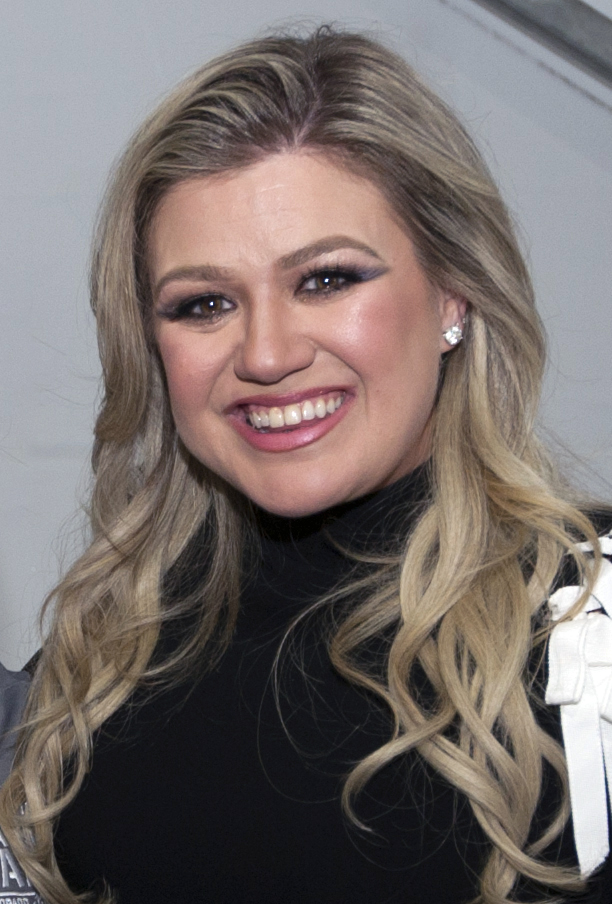
My Life Would Suck Without You, di Kelly Clarkson, detiene il record per il maggior salto di posizioni per raggiungere la vetta, con 96, essendo passata dalla 97 alla 1.

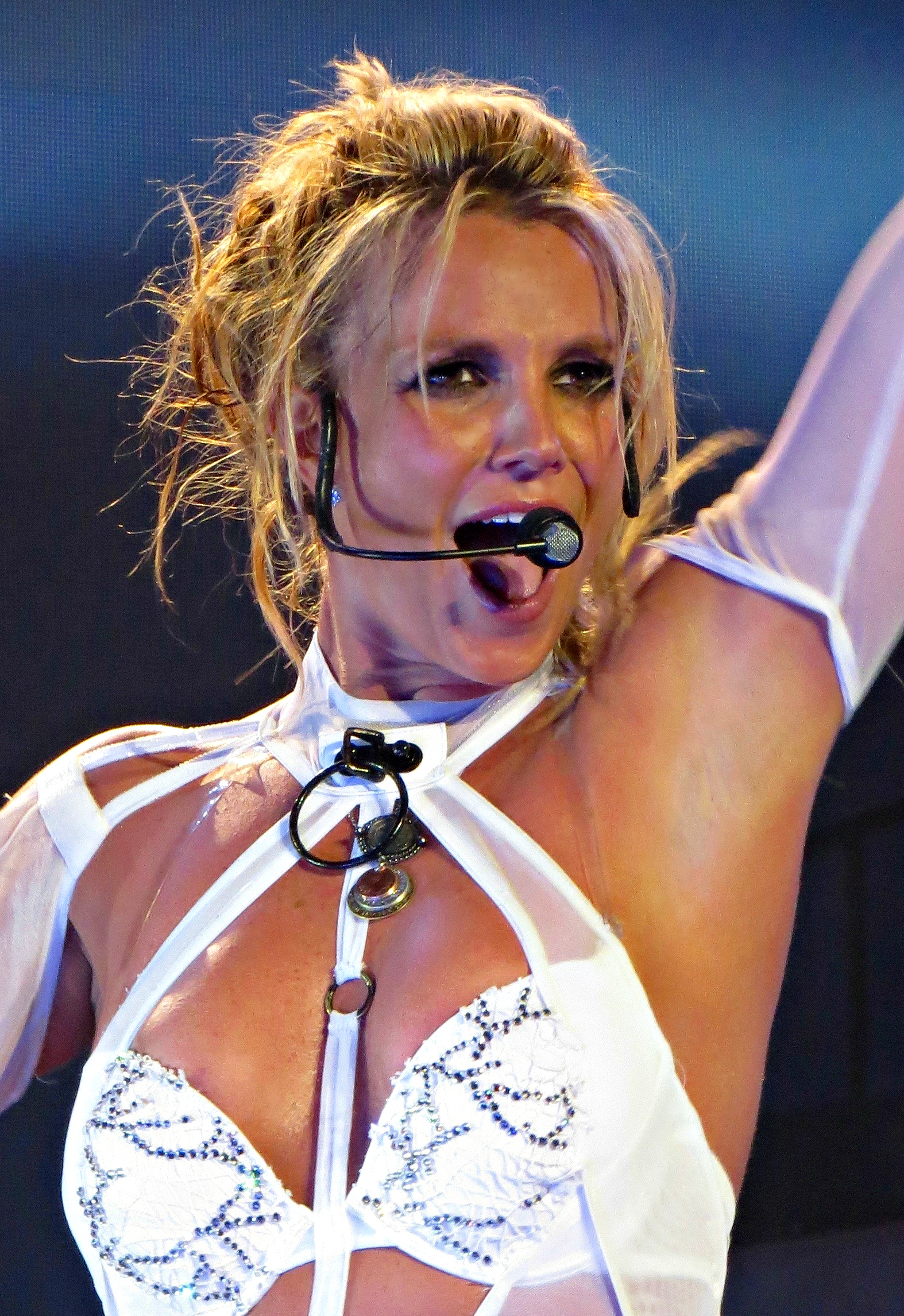
3 di Britney Spears è diventata la 15ª canzone a debuttare in vetta alla Hot 100, nonché l'unica non di American Idol aa esserci riuscita durante gli anni 2000.

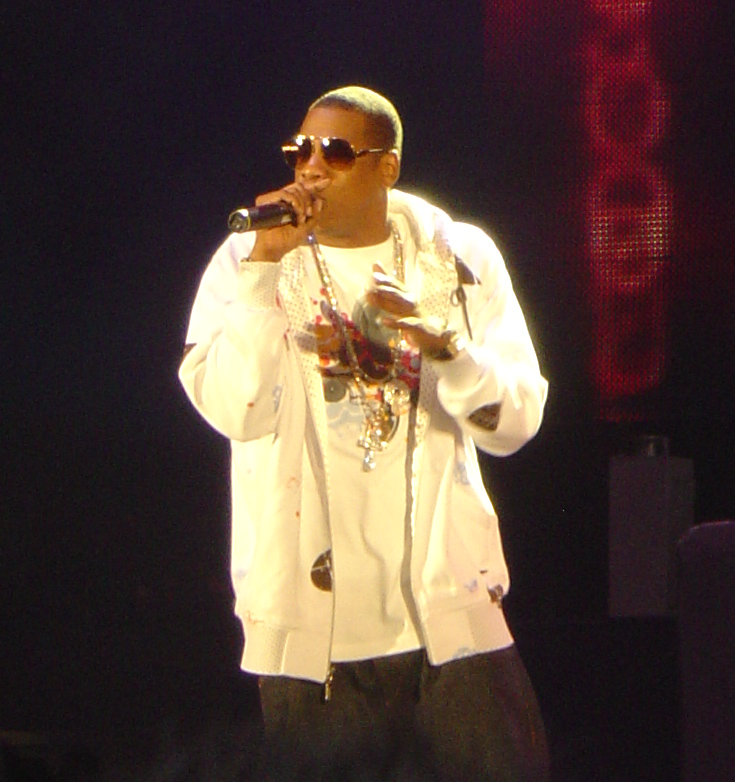
Jay-Z, con Empire State of Mind, ha ottenuto la sua prima numero uno come artista principale, la quarta totale della sua carriera.

| † | Indica la canzone con le migliori prestazioni del 2009 |

| Data         | Brano                            | Artista                           | Totale settimane al numero uno | Fonti         |
| ------------ | -------------------------------- | --------------------------------- | ------------------------------ | ------------- |
| 3 gennaio    | Single Ladies (Put a Ring on It) | Beyoncé                           | 4                              | [ 12 ]        |
| 10 gennaio   | Single Ladies (Put a Ring on It) | Beyoncé                           | 4                              | [ 13 ]        |
| 17 gennaio   | Just Dance                       | Lady Gaga featuring Colby O'Donis | 3                              | [ 1 ]         |
| 24 gennaio   | Just Dance                       | Lady Gaga featuring Colby O'Donis | 3                              | [ 14 ]        |
| 31 gennaio   | Just Dance                       | Lady Gaga featuring Colby O'Donis | 3                              | [ 15 ]        |
| 7 febbraio   | My Life Would Suck Without You   | Kelly Clarkson                    | 2                              | [ 16 ]        |
| 14 febbraio  | My Life Would Suck Without You   | Kelly Clarkson                    | 2                              | [ 17 ]        |
| 21 febbraio  | Crack a Bottle                   | Eminem, Dr. Dre e 50 Cent         | 1                              | [ 18 ]        |
| 28 febbraio  | Right Round                      | Flo Rida                          | 6                              | [ 19 ]        |
| 7 marzo      | Right Round                      | Flo Rida                          | 6                              | [ 20 ]        |
| 14 marzo     | Right Round                      | Flo Rida                          | 6                              | [ 21 ]        |
| 21 marzo     | Right Round                      | Flo Rida                          | 6                              | [ 22 ]        |
| 28 marzo     | Right Round                      | Flo Rida                          | 6                              | [ 23 ]        |
| 4 aprile     | Right Round                      | Flo Rida                          | 6                              | [ 24 ]        |
| 11 aprile    | Poker Face                       | Lady Gaga                         | 1                              | [ 8 ] [ 9 ]   |
| 18 aprile    | Boom Boom Pow †                  | The Black Eyed Peas               | 12                             | [ 25 ] [ 26 ] |
| 25 aprile    | Boom Boom Pow †                  | The Black Eyed Peas               | 12                             | [ 27 ]        |
| 2 maggio     | Boom Boom Pow †                  | The Black Eyed Peas               | 12                             | [ 28 ]        |
| 9 maggio     | Boom Boom Pow †                  | The Black Eyed Peas               | 12                             | [ 29 ]        |
| 16 maggio    | Boom Boom Pow †                  | The Black Eyed Peas               | 12                             | [ 30 ]        |
| 23 maggio    | Boom Boom Pow †                  | The Black Eyed Peas               | 12                             | [ 31 ]        |
| 30 maggio    | Boom Boom Pow †                  | The Black Eyed Peas               | 12                             | [ 32 ]        |
| 6 giugno     | Boom Boom Pow †                  | The Black Eyed Peas               | 12                             | [ 33 ]        |
| 13 giugno    | Boom Boom Pow †                  | The Black Eyed Peas               | 12                             | [ 34 ]        |
| 20 giugno    | Boom Boom Pow †                  | The Black Eyed Peas               | 12                             | [ 35 ]        |
| 27 giugno    | Boom Boom Pow †                  | The Black Eyed Peas               | 12                             | [ 36 ]        |
| 4 luglio     | Boom Boom Pow †                  | The Black Eyed Peas               | 12                             | [ 37 ]        |
| 11 luglio    | I Gotta Feeling                  | The Black Eyed Peas               | 14                             | [ 38 ]        |
| 18 luglio    | I Gotta Feeling                  | The Black Eyed Peas               | 14                             | [ 39 ]        |
| 25 luglio    | I Gotta Feeling                  | The Black Eyed Peas               | 14                             | [ 40 ]        |
| 1º agosto    | I Gotta Feeling                  | The Black Eyed Peas               | 14                             | [ 41 ]        |
| 8 agosto     | I Gotta Feeling                  | The Black Eyed Peas               | 14                             | [ 42 ]        |
| 15 agosto    | I Gotta Feeling                  | The Black Eyed Peas               | 14                             | [ 43 ]        |
| 22 agosto    | I Gotta Feeling                  | The Black Eyed Peas               | 14                             | [ 44 ]        |
| 29 agosto    | I Gotta Feeling                  | The Black Eyed Peas               | 14                             | [ 45 ]        |
| 5 settembre  | I Gotta Feeling                  | The Black Eyed Peas               | 14                             | [ 46 ]        |
| 12 settembre | I Gotta Feeling                  | The Black Eyed Peas               | 14                             | [ 47 ]        |
| 19 settembre | I Gotta Feeling                  | The Black Eyed Peas               | 14                             | [ 48 ]        |
| 26 settembre | I Gotta Feeling                  | The Black Eyed Peas               | 14                             | [ 49 ]        |
| 3 ottobre    | I Gotta Feeling                  | The Black Eyed Peas               | 14                             | [ 50 ]        |
| 10 ottobre   | I Gotta Feeling                  | The Black Eyed Peas               | 14                             | [ 51 ]        |
| 17 ottobre   | Down                             | Jay Sean featuring Lil Wayne      | 2                              | [ 52 ]        |
| 24 ottobre   | 3                                | Britney Spears                    | 1                              | [ 53 ]        |
| 31 ottobre   | Down                             | Jay Sean featuring Lil Wayne      | 2                              | [ 54 ]        |
| 7 novembre   | Fireflies                        | Owl City                          | 2                              | [ 55 ]        |
| 14 novembre  | Whatcha Say                      | Jason Derulo                      | 1                              | [ 56 ]        |
| 21 novembre  | Fireflies                        | Owl City                          | 2                              | [ 57 ]        |
| 28 novembre  | Empire State of Mind             | Jay-Z featuring Alicia Keys       | 5                              | [ 58 ]        |
| 5 dicembre   | Empire State of Mind             | Jay-Z featuring Alicia Keys       | 5                              | [ 59 ]        |
| 12 dicembre  | Empire State of Mind             | Jay-Z featuring Alicia Keys       | 5                              | [ 60 ]        |
| 19 dicembre  | Empire State of Mind             | Jay-Z featuring Alicia Keys       | 5                              | [ 61 ]        |
| 26 dicembre  | Empire State of Mind             | Jay-Z featuring Alicia Keys       | 5                              | [ 62 ]        |

Note:
1. ↑  Ha raggiunto il numero uno anche nel 2008

## Riferimenti
- Billboard
- Billboard Hot 100